# آناتولی نویکوف
آناتولی نویکوف (اوکراینی: Анатолій Терентьович Новіков؛ زادهٔ ۱۷ ژانویهٔ ۱۹۴۷ – درگذشتهٔ ۱۸ ژانویهٔ ۲۰۲۲) جودوکار اهل اتحاد جماهیر شوروی سوسیالیستی بود.